# William Penny Brookes

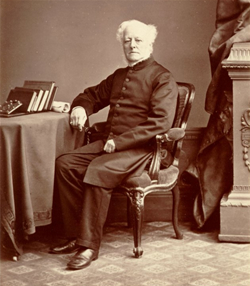
William Penny Brookes, 1876

William Penny Brookes (* 13. August 1809 in Much Wenlock, Shropshire; † 11. Dezember 1895 ebenda) war ein britischer Arzt, Botaniker und Sportpionier. Brookes rief 1850 in Much Wenlock die Wenlock Olympian Society Annual Games ins Leben und organisierte zwischen 1866 und 1883 sieben Nationale Olympische Spiele in England. Diese Wettbewerbe gelten als Vorläufer der Olympischen Spiele der Neuzeit. Anfang der 1890er Jahre stand Brookes in engem Kontakt mit Pierre de Coubertin, dem Gründer des Internationalen Olympischen Komitees. Brookes’ Pionierarbeit bei der Wiederbelebung der Olympischen Spiele war zwischenzeitlich in Vergessenheit geraten, wurde aber schließlich vom IOC anerkannt.

## Frühe Jahre
William Penny Brookes wurde als Sohn eines Landarztes geboren. Er studierte Medizin am Guy’s und St Thomas’ Hospital in London. Bei einem Studienaufenthalt in Padua entwickelte er im dortigen Botanischen Garten sein Interesse an Heilkräutern und der Botanik. Als Brookes’ Vater im Jahr 1831 starb, kehrte er in seine Heimatstadt Much Wenlock zurück und übernahm die Praxis seines Vaters.
In Much Wenlock begann Brookes mit der Einrichtung eines bis heute erhaltenen Herbariums, das er 1843 in einem eigens errichteten Museum vorzeigte. Er schrieb Beiträge über die lokale Pflanzenwelt in Charles Hulberts The History and Description of the County of Salop und William Leightons Flora of Shropshire.
1841 wurde Brookes zum Friedensrichter ernannt, kurz darauf wurde er Commissioner for Roads and Taxes im Magistrat von Much Wenlock. Ebenfalls 1841 gründete Brookes die Wenlock Agricultural Reading Society, deren Leihbibliothek der „Förderung und Verbreitung nützlicher Informationen“ diente.

## Wenlock Olympian Society
Im Rahmen der Agricultural Reading Society wurde 1850 die Wenlock Olympian Class gebildet, die sich der Förderung des Sports widmete. Am 22. Oktober 1850 organisierte Brookes die ersten Wenlock Olympian Society Annual Games, in denen jedermann in verschiedenen sportlichen Wettkämpfen antreten konnte. Neben klassischen athletischen Disziplinen wie Laufen, Hammerwurf und Hoch- und Weitsprung wurden bei diesen „Olympischen Spielen“ auch Wettkämpfe in Sackhüpfen, Ringreiten, Fußball und Cricket ausgetragen. Daneben fanden Wettbewerbe in künstlerischen und intellektuellen Disziplinen statt. In späteren Jahren wurden zusätzlich skurrile Sportarten wie ein Rennen ausschließlich für alte Damen durchgeführt.
Die Wenlock Olympian Society Annual Games entwickelten sich schnell zu einem beliebten jährlich stattfindenden Ereignis; die bei den Wettbewerben vergebenen Trophäen wurden zu einer begehrten Auszeichnung für englische Sportler. Als Evangelos Zappas 1859 in Athen die ersten Olympien durchführte, stiftete Brookes im Namen der Wenlock Olympian Class einen Preis von 10 Pfund Sterling für den Sieger des Langstreckenlaufes.
1860 wurde die Olympian Class der Reading Society eigenständig und nannte sich zur Wenlock Olympian Society um. Im gleichen Jahr initiierte William Penny Brookes die Gründung der Shropshire Olympian Society, die von 1861 bis 1864 Shropshire Olympian Games an wechselnden Orten durchführte. Brookes’ Organisation fand zahlreiche Nachahmer im Vereinigten Königreich, so dass 1865 in London eine National Olympian Association (NOA) gegründet wurde. Ein Jahr später fanden die ersten National Olympian Games im Londoner Crystal Palace statt. Mehr als 10.000 Zuschauer feuerten die rund 200 Athleten an.
Bis 1883 fanden insgesamt sieben National Olympian Games statt. Während dieser Zeit fanden die Wenlock Olympian Games auch weiterhin statt. 1881 versuchte Brookes, ein „Internationales Olympisches Festival“ in Athen durchzuführen. Anders als bei Zappas’ Olympien sollten internationale Wettkämpfe stattfinden, Brookes Initiative fand aber keine Unterstützung bei der griechischen Regierung. Brookes hatte aber somit 13 Jahre vor der Gründung des Internationalen Olympischen Komitees (IOC) die Vision internationaler Olympischer Spiele formuliert.
Auch außerhalb der Wettkämpfe setzte sich Brookes für die Förderung des Sports ein. Mehrmals reichte er beim britischen Parlament eine Petition ein, in der er die Aufnahme des Sportunterrichts in die Lehrpläne forderte. Als 1889 der 26-jährige Pierre de Coubertin eine Konferenz zur Sporterziehung vorbereitete, suchte er über die Zeitungen den Kontakt zu britischen Sportpädagogen. Brookes schrieb daraufhin de Coubertin und schilderte ihm ausführlich seine jahrzehntelangen Bemühungen.
Im Oktober 1890 besuchte de Coubertin Much Wenlock, wo ihm Brookes die Olympischen Spiele von Wenlock präsentierte. de Coubertin zeigte sich tief beeindruckt und berichtete im Dezember 1890 in einem Artikel für La Revue Athletique von seinem Besuch in Much Wenlock. Als de Coubertin 1894 den Gründungskongress des IOC vorbereitete, lud er Brookes nach Paris ein. Dieser war aber bereits zu schwach, die Beschwerden der Reise auf sich zu nehmen, bat aber den griechischen Premierminister in einem Brief um die Unterstützung von de Coubertins Ideen. William Penny Brookes starb am 11. Dezember 1895 im Alter von 86 Jahren, vier Monate bevor sich sein langgehegter Traum mit den Olympischen Sommerspielen 1896 verwirklichte.

## Nachruhm
Nach Brookes’ Tod wurden die Wenlock Olympian Games bis zum Ausbruch des Ersten Weltkriegs fortgesetzt. Zwischen den Kriegen fand die Veranstaltung nur unregelmäßig statt. 1950 fanden erstmals nach dem Zweiten Weltkrieg die Spiele zum 100. Jahrestag der ersten Wenlock Olympian Games statt, doch erst seit 1977 werden sie wieder regelmäßig jedes Jahr im Juli ausgetragen. Im Jahr 2009 wurden zum 200. Geburtstag von William Penny Brookes die 123. Wenlock Olympian Games veranstaltet.
Auch wenn de Coubertin 1890 begeistert von Brookes’ Arbeit geschrieben hatte, versuchte er später, die Beiträge von Brookes, Evangelos Zappas und anderen Pionieren zu marginalisieren. 1984 bezeichnete IOC-Präsident Juan Antonio Samaranch Brookes bei einem Besuch in Much Wenlock als den „wahren Begründer der modernen Olympischen Spiele“. An Brookes’ Pionierarbeit soll auch eines der Maskottchen der Olympischen Sommerspiele 2012 in London erinnern, das den Namen „Wenlock“ trägt.